# Rodrigo Vergara
Rodrigo Vergara Montes (Santiago, 5 de junio de 1962) es un economista y académico chileno. Desde diciembre de 2011 hasta diciembre de 2016 ejerció como presidente del Banco Central de Chile.
Su designación como presidente del instituto emisor chileno, decidida por el presidente Sebastián Piñera, de quien fue un estrecho asesor en temas relacionados con superación de la pobreza, fue la primera para este cargo realizada por un gobierno de centroderecha desde el retorno a la democracia, en 1990.

## Familia
Nació del matrimonio formado por Fernando Juan de Dios Mario Vergara Baeza y María Emilia Montes Montes.
Contrajo matrimonio civil el 26 de septiembre de 1985 en la comuna de Providencia de Santiago con Loreto Lira, a quien conoció en sus años de estudiante, y con quien es padre de cuatro hijos.

## Formación
Realizó sus estudios básicos y medios en el Colegio San Ignacio El Bosque, en Santiago, desde donde egresó en 1979. Posteriormente cursó la carrera de ingeniería comercial en la Pontificia Universidad Católica (PUC), entre 1980 y 1985, donde obtuvo el premio al mejor egresado de su promoción.
Viajó luego a los Estados Unidos, con el fin de especializarse en macroeconomía, economía internacional y finanzas públicas. Cursó, entonces, un máster (1987-1989) y un doctorado (1989-1990) en economía en la Universidad de Harvard.

## Carrera profesional
Sus primeros pasos en el mundo laboral los dio en 1985, recién egresado, cuando se desempeñó como investigador del Banco Central de Chile. Trabajó en la entidad hasta 1987, año en que recibió una beca del ente emisor para realizar su posgrado.
De regreso en su país, durante el gobierno del presidente Patricio Aylwin en 1991, se reincorporó al Banco Central como jefe del área de macroeconomía financiera, cargo en el que estuvo hasta septiembre de 1992, cuando fue designado como economista jefe del organismo, encabezado entonces por Roberto Zahler.
En 1995 optó por incorporarse al influyente Centro de Estudios Públicos (CEP) como coordinador del área macroeconómica. En dicho cargo estuvo hasta diciembre de 2007, fecha en que retornó a la Facultad de Ciencias Económicas y Administrativas de la PUC.
Ha sido miembro del consejo de redacción del diario El Mercurio y director de empresas como Entel, el fondo de inversión Moneda y la constructora Besalco. Además ha sido consultor nacional e internacional de diversos bancos centrales y gobiernos de distintos países de América Latina, Europa Oriental, Asia y África. Asimismo, ha sido asesor de organismos multilaterales como el Fondo Monetario Internacional, el Banco Mundial, el Banco Interamericano de Desarrollo y Naciones Unidas.

### Consejero y presidente del Banco Central

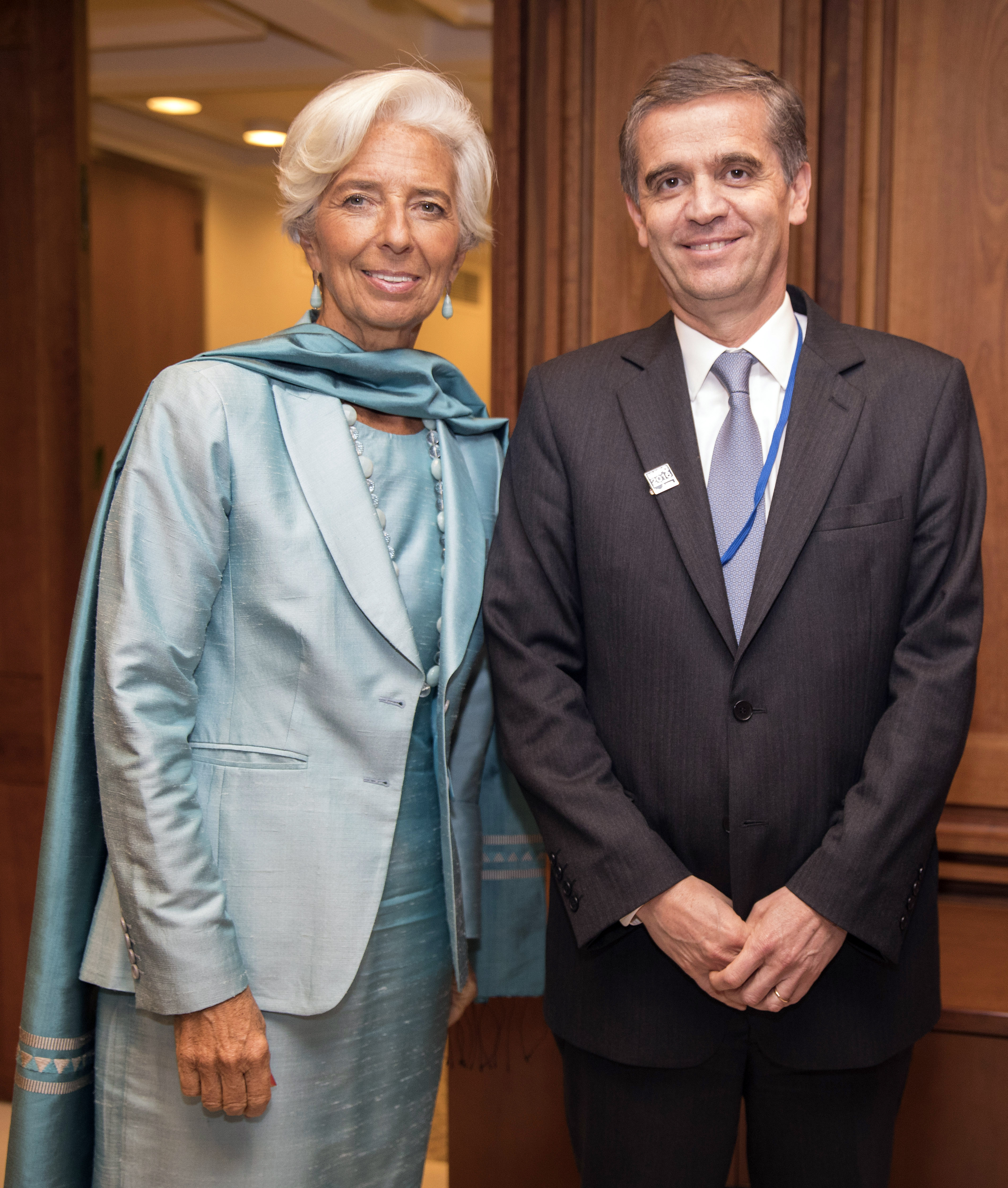
Vergara junto a la exdirectora gerente del FMI; Christine Lagarde.

En diciembre de 2009, cuando formaba parte del equipo de asesores de Sebastián Piñera, candidato presidencial de la centroderecha, su nombre fue propuesto por el primer gobierno de la presidenta Michelle Bachelet para reemplazar a Jorge Desormeaux en el Consejo del Banco Central. El 22 de diciembre el Senado ratificó su nominación por 24 votos a favor y dos abstenciones.
A fines de 2011, con Piñera en el gobierno, le fue encargada la presidencia del ente emisor en reemplazo de José De Gregorio. Su periodo como presidente del Banco Central finalizó el 10 de diciembre de 2016, fecha a partir del cual también cesó en su cargo de consejero, a pesar de que le restaban 3 años, pues presentó su renuncia a la presidenta Bachelet el 23 de noviembre de ese año.

### Actividades posteriores
Durante el segundo gobierno de Sebastián Piñera en 2018, formó parte del programa "Acuerdo Nacional de Desarrollo Integral".